# 生者對死者無動於衷
《生者對死者無動於衷》（英語：The Physical Impossibility of Death in the Mind of Someone Living）是英國概念藝術家達米恩·赫斯特於1991年創作的裝置藝術。赫斯特把一條14英尺長的鼬鯊放在裝滿甲醛的玻璃櫃裏。在2004年，該作被美國對沖基金經理史堤芬·A·科恩高價收購，據報出價達到800萬英鎊，是當時其中一個最貴的當代藝術品。2006年，原來的虎鯊漸漸腐爛，赫斯特以新的標本取而代之。翌年，科恩決定把該作借予紐約的大都會藝術博物館展覽至2010年。
《生者對死者無動於衷》取得了兩極的評價。支持者認為此作具有深度，是1990年代英國藝術的標誌，以至是代表英國的象徵。然而，批評者則指此作欠缺藝術價值，甚至根本談不上是藝術品。同時，此作還引來動物權益組織的批評。

## 創作背景
藝術收藏家查爾斯·薩奇是赫斯特的贊助人。在1991年，薩奇向赫斯特提供一筆資金，任由他創作。結果，赫斯特用了6000英鎊聘請了一名漁民從澳洲昆士蘭州東南部城市赫維灣捕捉了一條長14英尺的鼬鯊，然後將其浸泡在被水稀釋的甲醛溶液中。同時，為了鞏固鯊魚的外型，赫斯特還用了200根針穿插牠的身軀。整件藝術品長213厘米、高518厘米、闊213厘米，耗資5萬英鎊。赫斯特解釋之所以選用鯊魚是因為牠「大得能把你吞掉」，而且「強大得令人生畏」。
1992年，《生者對死者無動於衷》在薩奇美術館舉辦的英國青年藝術家節首次展出。作品隨即引起了哄動，《太陽報》稱此為價值5萬元的魚。赫斯特隨後憑此作入圍1992年度的透納獎名單，但最終未能勝出。在2004年，消息指富豪史堤芬·A·科恩以800萬元收購此作。

## 更換
隨著時間的轉變，《生者對死者無動於衷》內的鯊魚日漸變質，而且甲醛溶液也變得混濁起來。因此，作品曾被數次修繕。早在1993年，為防作品進一步腐爛，薩奇美術館的職員就曾取出鯊魚的內臟，並重新拉直其表皮。對此，赫斯特表示作品「不再如以住般可怕和真實」，因牠已「毫無重量可言」。在2004年科恩購入作品之時，作品再次被修補。儘管科恩拒絕透露這次修補工程的開支，但《紐約時報》指僅更換甲醛就動用了10萬美元，故相信整個工程的成本實高得令人「難以置信」。
在2006年，藝術品內的鯊魚被更替，取而代之的是另一條同樣來自赫維灣的雌性虎鯊。為了運送過程中完好地保存這條新的虎鯊，赫斯特訂製了一個長20英尺的雪櫃，並通過海路輸送到英國，整個運輸過程歷時兩個多月。同時，赫斯特又邀請自然史博物館的魚類學家奧利華·克雷曼當顧問。同時，這次的更換工程再重加注入6.6加侖的甲醛溶液。被問到作品被多次修繕後，它是否還是原來的作品，赫斯特表示：「作為一個概念藝術家，我覺得作品仍舊是想表達出同樣的含意和價值」，但同時他相信這問題一定會引起長期的爭論。

## 分析與評價
赫斯特鮮有解釋《生者對死者無動於衷》的意義，故藝術評論家和學者等試圖分析作品的用意。藝術評論家薩爾曼·汗、史堤芬·朱克和貝絲·哈里斯相信作品是「面對死亡」，蓋因在世的人是無法完全理解死亡的，而作品正正在觀眾面前呈現出一條已經死去的鯊魚。同時，他們又認為赫斯特嘗試用甲醛溶液保存鯊魚但最終牠還是變質並非設計缺乏，而是企圖表現出血肉之軀如何也逃不過死亡的必然性。藝術學者路克·韋指作品是想帶出自然與資本主義的對立，他認為鯊魚是一種令人生畏的動物，也代表人們對無法駕馭自然的恐懼。在資本主義下，人們得到財富，生活從而得到保障。可是，人們至今依然無法完全克服自然災害帶來的威脅，正如觀眾依舊會對於作品的鯊魚感到吃驚一樣。藝術評論家羅伯達·史密絲則提出相反的意見，她覺得鯊魚本是一種可怕的生物，但當觀眾發現作品中的鯊魚已死之時，就會感到牠嚇不到人，用意為觀眾帶來思想上的衝擊。

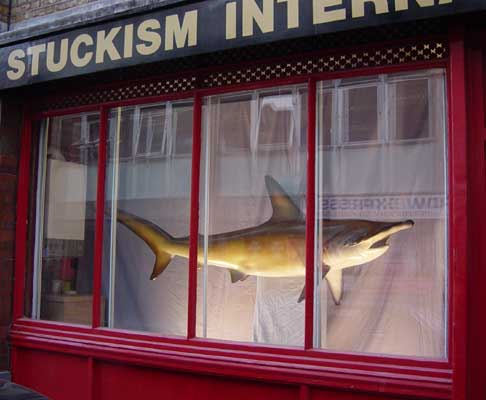
為道明《生者對死者無動於衷》並非藝術品，反概念主義者創出名為《死鯊魚不是藝術》。

另一方面，《生者對死者無動於衷》還帶來兩極的評價。薩爾曼·汗對該作讚不絕口，指當他首次看到此作時只覺得它是科學館的展品，然而當與標題結合後，他就明白到該作是件藝術品，並令「陷入深思」。史堤芬·朱克也認為作品的標題改得好，當他看完標題後就看到作品的鯊魚後就因「物理和詩意的撞擊下產生矛盾」，令人對作品留下深刻印象。透納獎評審安德森·鍾斯憶述他在1992年首次看到此作時即被「像活的一樣」的鯊魚嚇倒，又形容作品是「激動人心」的。英國免費報章《Metro》的專輯作家安·李甚至認為此作是1990年代英國藝術的標誌。
並不是所有人均喜歡此作。藝術評論家羅拔·休斯認為該作論激進而言根本不及文藝復興時期的畫家委拉斯蓋茲的作品，故指《生者對死者無動於衷》是為過譽，更是一種「文化褻瀆」。評論家昆特·列托斯在《每日郵報》指《生者對死者無動於衷》的主題是死亡，然而這種命題已被討論過無數次，並不是什麼新鮮事。評論家朱利亞·斯伯丁直言此作不是藝術品，又在其著作中反諷米高安哲奴顯示不是藝術家，因他不會把鯊魚放在玻璃櫃。在2003年，反概念主義國際美術館展出一個同樣以鯊魚標本為主題，名為《死鯊魚不是藝術》（A Dead Shark Isn't Art）的展品。反概念主義者聲稱這條鯊魚是於1989年被迪奇區一家電器店的東主所捕獲的，此後他把鯊魚掛在其店舖，直至近期標本才轉到美術館的。反概念主義者指他們是想通過《死鯊魚不是藝術》來道明《生者對死者無動於衷》並非藝術品，以及赫斯特或許是受電器店的鯊魚標本啟發才構思出此作。
此外，《生者對死者無動於衷》還引來動物權益團體的批評。他們認為殺害稀有的鯊魚作藝術品是錯誤的。
2016年，英国皇家化学学会旗下期刊《分析方法》上的一篇研究论文指出，这件作品以及赫斯特创作的其他类似作品中的甲醛不断向外泄露，使周围的空气甲醛含量严重超标。2012年，赫斯特的系列作品在英国泰特现代艺术馆展出时，研究人员对其周围空气质量进行了测试，发现周围的空气甲醛含量严重超过正常标准。他们指出，其泄露的量不足以对观众造成身体伤害，但对于长期接触作品的工作人员则未必能保证安全。赫斯特对此发表声明称其团队平时会对作品进行定期检测，未曾接到任何人身体不适的投诉，并表示展品不会对公众带来危害。泰特现代艺术馆也声明称在安装展出作品之前已做过必要保护措施，不会影响工作人员和参观者的健康。

## 資料來源
1. 1 2 3 4 5  5 most controversial works of art 的存檔，存档日期2015-05-24. Shortlist.com
2. 1 2  "Just When You Thought It Was Safe" （页面存档备份，存于） New York Times 2007 10 16
3. ↑  "Why painting is back in the frame" The Daily Telegraph 2005 1 8
4. ↑  "The great white art hunter" （页面存档备份，存于） The Australian 2009 4 14
5. 1 2 3 4 5 6  "Swimming With Famous Dead Sharks" （页面存档备份，存于） New York Times 2006 10 1
6. 1 2  Luke White."Damien Hirst’s Shark: Nature, Capitalism and the Sublime" （页面存档备份，存于）. Tate Papers. 2010(14)
7. 1 2 3 4 5 6 7  "Swimming with famous dead sharks,2 （页面存档备份，存于） New York Times 2006 10 1
8. 1 2 3 4  A beginner's guide to contemporary art-Damien Hirst, The Physical Impossibility of Death in the Mind of Someone Living （页面存档备份，存于） Khanacademy.org
9. ↑  "Damien Hirst is at the top of the modern art food chain" （页面存档备份，存于） The Guardian 2011 11 24
10. ↑  "Art market a 'cultural obscenity'" （页面存档备份，存于） The Guardian 2004 6 3
11. ↑  "Moral vacuity and rancid opportunism. Sorry Damien, but you're a FRAUD, writes Quentin Letts" （页面存档备份，存于） Daily Mail 2012 4 5
12. ↑  BBC News "Julian Spalding attacks Damien Hirst 'con art'" （页面存档备份，存于） BBC 2012 3 27
13. ↑  "Traditionalists mark shark attack on Hirst" （页面存档备份，存于） Times Online 2003 4 10
14. ↑  .   [2015-05-24]. （原始内容存档于2021-03-08）.
15. ↑  "Snuffed Animals: The Ethics of Working With Living Animals in Contemporary Art" 的存檔，存档日期2015-05-24. United-academics.org 2012 3 22
16. 1 2  Shea, Christopher D. . The New York Times. 2016-04-21  [2016-04-23]. （原始内容存档于2020-12-20）.
17. ↑  Zilberstein, Gleb; Zilberstein, Roman; Maor, Uriel; Baskin, Emmanuil; Zhang, Shoumo; Righetti, P. G. . Analytical Methods (Royal Society of Chemistry). 2016-04  [2016-04-23]. doi:10.1039/C6AY00976J. （原始内容存档于2020-12-18）.
18. ↑  . damienhirst.com. 2016-04-21  [2016-04-23]. （原始内容存档于2020-12-18）.